# Matheus Cunha
Matheus Santos Carneiro da Cunha, född 27 maj 1999, är en brasiliansk fotbollsspelare som spelar för Manchester United. Han spelar även för Brasiliens landslag.

## Karriär

### Sion
Sommaren 2017 gick Cunha från Coritiba till schweiziska Sion. Han debuterade den 27 juli 2017 i den tredje kvalomgången i Europa League mot litauiska Sūduva. Cunha gjorde sin debut i Schweiziska superligan den 10 augusti 2017 i en 0–2-förlust mot FC Zürich.
Den 27 augusti 2017 gjorde Cunha sitt första mål för Sion i en 1–1-match mot FC Basel, där han blev inbytt i halvlek och redan i den 47:e minuten gjorde mål. I den sista omgången av säsongen 2017/2018 gjorde Cunha ett hattrick i en 4–1-vinst över FC Thun. Han gjorde totalt 10 mål på 29 matcher i Schweiziska superligan 2017/2018.

### RB Leipzig
Den 24 juni 2018 värvades Cunha av tyska Bundesliga-klubben RB Leipzig, där han skrev på ett femårskontrakt. Cunha debuterade i Bundesliga den 26 augusti 2018 i en 1–4-förlust mot Borussia Dortmund, där han blev inbytt i den 72:a minuten mot Jean-Kévin Augustin. I april 2019 blev ett mål han gjort mot Bayer Leverkusen utsett till "Månadens mål". Cunha spelade totalt 25 ligamatcher, varav endast 9 som startspelare och gjorde två mål under säsongen 2018/2019.
Under första halvan av säsongen 2019/2020 spelade Cunha 10 ligamatcher, varav endast två som startspelare.

### Hertha Berlin
Den 31 januari 2020 värvades Cunha av Hertha Berlin. Han debuterade den 15 februari 2020 i en 2–1-vinst över SC Paderborn.

### Atlético Madrid
Den 25 augusti 2021 värvades Cunha av spanska Atlético Madrid, där han skrev på ett femårskontrakt.

### Wolverhampton Wanderers
Den 1 januari 2023 lånades Cunha ut till Wolverhampton Wanderers på ett låneavtal över resten av säsongen 2022/2023. Låneavtalet innehöll en köpoption som utnyttjades och han skrev på ett kontrakt fram till 2027 med klubben.

### Manchester United
Under åren i Wolves utvecklades Cunha till en av ligans mest tongivande spelare och i juni 2025 meddelade Manchester United att de betalat hans utköpsklausul för cirka 62 miljoner pund.